# ولف الباخ-رتی
ولف الباخ-رتی (آلمانی: Wolf Albach-Retty؛ ۲۸ مهٔ ۱۹۰۶ – ۲۱ فوریهٔ ۱۹۶۷) هنرپیشه اهل کشور اتریش بود. وی همسر بازیگر آلمانی ماگدا اشنایدربود. آنها دختری به نام رومی اشنایدر داشتند که او هم بازیگر بود.
از فیلم‌هایی که ولف الباخ-رتی در آن نقش داشته است می‌توان به کاردینال، آینه اسرارآمیز و نقاب آبی اشاره کرد.